# Pacifico Tiziano Micheloni
Pacifico Tiziano Micheloni (Vernio, 8 marzo 1881 – Roma, 6 giugno 1936) è stato un vescovo cattolico italiano.

## Biografia
Monsignor Pacifico Tiziano Micheloni nacque a Vernio l'8 marzo 1881 da Petronio e Rosa Paoletti.

### Formazione e ministero sacerdotale
L'11 aprile 1896 vestì l'abito cappuccino. Compì il noviziato a Montepulciano  e proseguì gli studi ad Arezzo. Il 15 agosto 1901 emise la professione solenne.
Il 19 settembre 1903 fu ordinato presbitero. Venne quindi inviato in Inghilterra per apprendere la lingua inglese. Dal 1907 operò nella missione di Agra e dal 1920 in quella di Aden. Lì fu segretario del vescovo e superiore regolare.
Nel 1928 venne nominato amministratore apostolico del vicariato apostolico dell'Arabia. Uno dei primi problemi che gli si presentava era costituito dalla questione somala. Dopo aver studiato i numerosi incartamenti che riguardavano la missione in quel vasto territorio e dopo aver approfonditamente indagato presso gli uomini più rappresentativi delle numerose tribù, sull'opportunità di aprire una missione, padre Micheloni comprese che era giunto il momento di muoversi. Malgrado le difficoltà frapposte dal governatore del protettorato inglese della Somalia britannica, che non gradiva la presenza di missionari, nel 1930 padre Micheloni riuscì ad ottenere dapprima un permesso di residenza a Berbera, per non più di quattro mesi all'anno, e successivamente il diritto di fermarsi sull'altopiano per sette mesi all'anno e di poter percorrere tutta la Somalia britannica. Padre Micheloni fu il primo a valersi di quella concessione e questo gli consentì, nei mesi di maggio e giugno del 1931, di percorrere tutta la Somalia dove organizzò numerosi incontri con i cattolici somali e con i capi tribù. Tutti indistintamente richiesero la presenza di missionari, soprattutto perché avevano compreso l'importanza dell'istruzione che gli stessi avrebbero potuto dare a quelle popolazioni.

### Ministero episcopale
Il 25 aprile 1933 papa Pio XI lo nominò vicario apostolico dell'Arabia e vescovo titolare di Lete. Ricevette l'ordinazione episcopale l'8 settembre successivo dal vescovo di Pistoia e Prato Giuseppe Debernardi, co-consacranti il vescovo di Pescia Angelo Simonetti e quello di Imola Paolino Giovanni Tribbioli.
L'anno successivo monsignor Micheloni tornò a Sheik dove ebbe modo di intrattenere rapporti diplomatici al fine di ampliare la presenza missionaria in Somalia che, in quel momento, era costituita da un solo religioso, padre Adolfo da Lasalla. Le difficoltà furono numerose. Ad una iniziale accondiscendenza delle Autorità, ancorché espressa in modo non ufficiale, seguì un perentorio irrigidimento delle stesse motivato da presunte manifestazioni di piazza contrarie alla presenza missionaria. Monsignor Micheloni si precipitò così a Berbera e scoprì che vi era stato solo uno sparuto corteo. Molto probabilmente - narra monsignor Micheloni - il governatore, mosso da timori per sé stesso e per i religiosi si era pentito delle concessioni e aveva contribuito lui stesso ad inscenare la manifestazione per giustificare il repentino mutamento di parere. La realtà era però sostanzialmente diversa: monsignor Micheloni percorse nuovamente tutta la Somalia, in compagnia di un giovane cristiano, ed ebbe spesso numerose richieste di rimanere nei villaggi, senza che mai gli venissero rivolte parole men che riguardose.
Dedicò particolare attenzione agli orfanotrofi di Aden. "Essi vanno bene - scrisse nel 1932 - ma non potranno avere vita rigogliosa finché non potranno essere trasportati in Somalia. Tutti gli orfani sono somali e si trovano a disagio nel clima di Aden". Le scuole, invece, accogliendo generalmente ragazzi più grandi e, quasi sempre, con la famiglia sul posto, avevano più incidenza sull'avvenire della missione. Al tempo di monsignor Micheloni c'erano ad Aden diciassette scuole governative, di cui ben cinque della missione. Queste ultime avevano comunque un numero di alunni più elevato rispetto alle altre. Anche qui i problemi non mancarono, soprattutto per la presenza, nelle stesse classi, di studenti cattolici e musulmani, con rischi non indifferenti per l'educazione alla fede cattolica.
Purtroppo la lunga permanenza ad Aden minò lentamente ma inesorabilmente la salute del giovane vescovo che fu costretto a lasciare la missione per curarsi. Tornato in Italia, morì a Roma il 6 giugno 1936 all'età di 55 anni. Si chiudeva così una sin troppo breve esperienza episcopale, le cui linee pastorali verranno ben presto seguite dal successore, monsignor Giovanni Tirinnanzi, e dai confratelli cappuccini missionari.

## Genealogia episcopale
La genealogia episcopale è:
- Cardinale Scipione Rebiba
- Cardinale Giulio Antonio Santori
- Cardinale Girolamo Bernerio, O.P.
- Arcivescovo Galeazzo Sanvitale
- Cardinale Ludovico Ludovisi
- Cardinale Luigi Caetani
- Cardinale Ulderico Carpegna
- Cardinale Paluzzo Paluzzi Altieri degli Albertoni
- Papa Benedetto XIII
- Papa Benedetto XIV
- Cardinale Enrico Enriquez
- Arcivescovo Manuel Quintano Bonifaz
- Cardinale Buenaventura Córdoba Espinosa de la Cerda
- Cardinale Giuseppe Maria Doria Pamphilj
- Papa Pio VIII
- Papa Pio IX
- Cardinale Alessandro Franchi
- Cardinale Giovanni Simeoni
- Cardinale Antonio Agliardi
- Vescovo Giacinto Arcangeli
- Cardinale Giuseppe Gamba
- Cardinale Maurilio Fossati, O.SS.G.C.N.
- Vescovo Giuseppe Debernardi
- Vescovo Pacifico Tiziano Micheloni, O.F.M.Cap.